# Live from SoHo: Taylor Swift
Live from SoHo är Taylor Swift's första livealbum. Albumet släpptes den 15 januari 2008 som en exklusiv Itunes-EP. Den spelades in på SoHo Apple Store i New York.

## Tracklista
1. "Umbrella" (Rihanna Cover) – 1:29
2. "Our Song" – 3:29
3. "Teardrops On My Guitar" – 3:24
4. "Should've Said No" – 4:27
5. "A Place In This World" – 3:24
6. "Mary's Song (Oh My My My)" – 3:47
7. "Tim McGraw" – 4:00
8. "Picture To Burn" – 3:33